# 王夢賚
王夢賚（?—?），河南怀庆人，清朝政治人物。举人出身。
乾隆10年（1745年），擔任清朝遵义府婺川縣知縣。后由白綾接任。